# Oulun Energia Areena

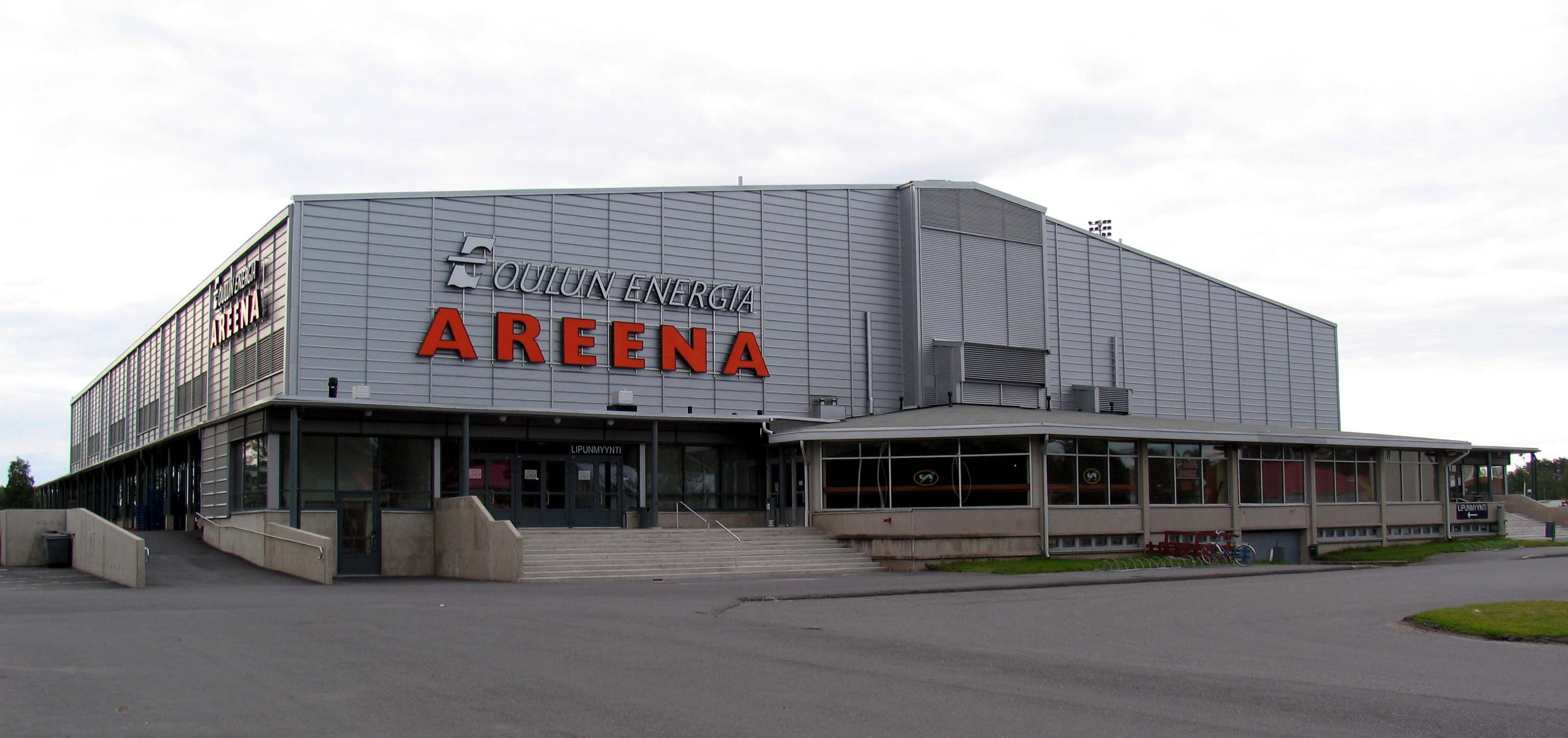
De Oulun Energia Areena langs de buitenkant

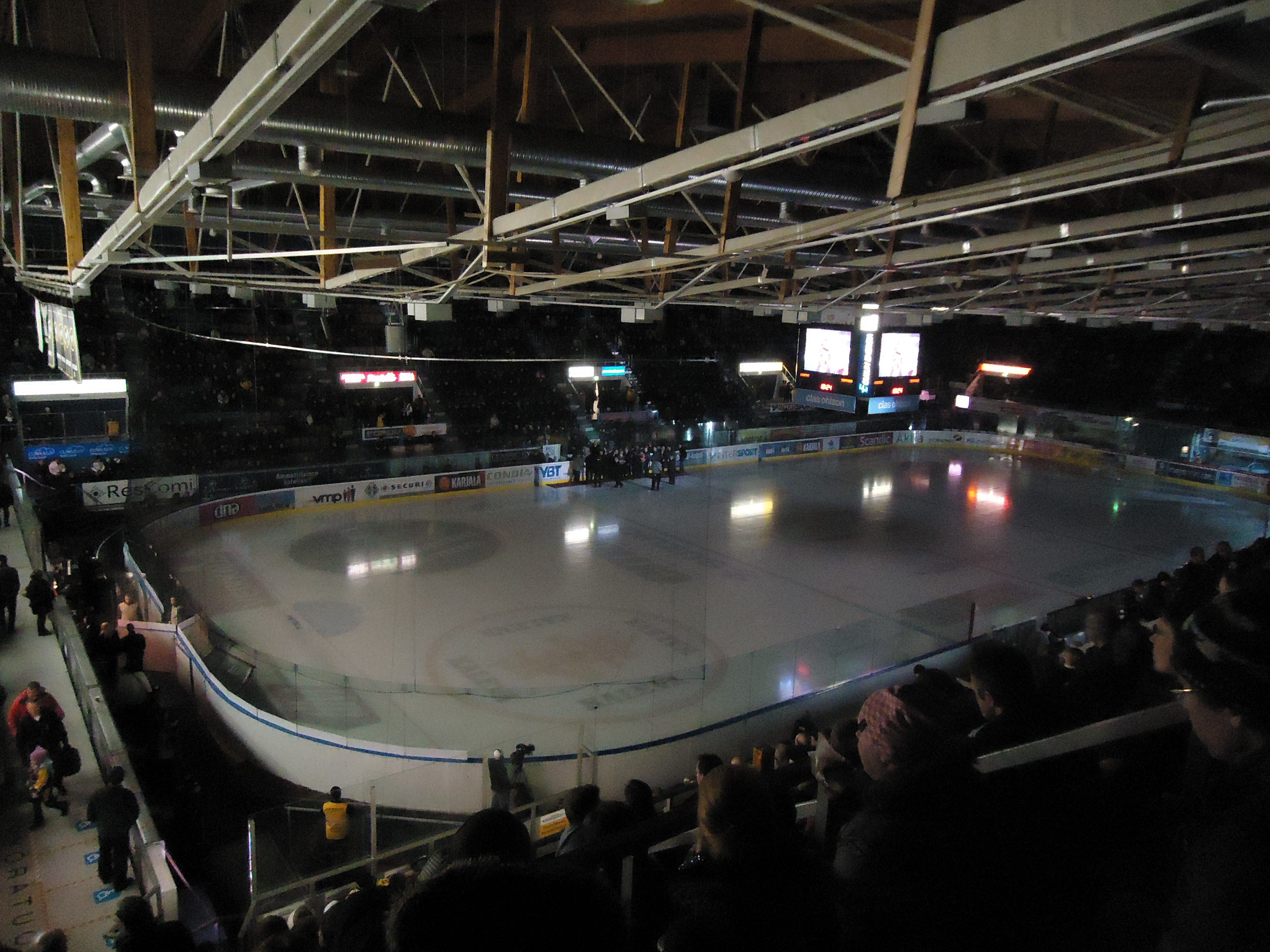
De effectieve ijshockeybaan

De Oulun Energia Areena is een ijshal in het district Raksila van de Finse stad Oulu. De hal wordt voornamelijk gebruikt voor ijshockey en is de thuisbasis van ijshockeyclub Kärpät. De hal werd gebouwd in 1975 en heeft een capaciteit van 6768 personen. Oorspronkelijk was de naam van de hal Raksilan jäähalli, maar Kärpät sloot in 2006 een contract met energieproducent Oulun Energia, waardoor de naam veranderde. De hal is in de loop der jaren driemaal gerenoveerd (1988, 1994 en 2004).
In de Areena zijn ook verschillende concerten georganiseerd, onder andere KISS en Judas Priest traden er al op. Ook vond er de première van de film Dark Floors plaats.